# Кобонг
Кобонг (англ. Qobong) — одна з місцевих громад, що розташована в районі Мохалес-Хук, Лесото. Населення місцевої громади у 2006 році становило 9324 особи.